# Georges Lefol
Pour les articles homonymes, voir Lefol.
Georges Lefol, né le 13 mars 1913 à Tunis et décédé le 2 mai 1988, est un militaire français qui fut un as de l'aviation au cours de la Seconde Guerre mondiale.

## Biographie
Après avoir été pilote dans le civil, il entre en 1934 dans l’Armée de l’air. Après être passé par l’école de pilotage d’Étampes puis sur la base aérienne 105 de Lyon-Bron, il est affecté sur la base aérienne 112 de Reims le 14 mai 1937, date de son affectation au sein de la 5e escadre de chasse. D’abord pilote à la troisième escadrille du groupe de chasse II/5, il termine la campagne de France à la deuxième escadrille du GC I/5 avec le grade de sous-lieutenant ; entre-temps, il passe quelques mois à Versailles, après avoir réussi en août 1939 le concours d’entrée à l’École militaire de l’Air. Entre le 6 novembre 1939 et le 16 juin 1940, il remporte un total de douze victoires homologuées et d'une victoire probable (4 victoires en solo, 8 victoires en collaboration, 1 probable). Il vole sur chasseur Curtiss H-75 qui est un avion déjà dépassé dès l'entrée en guerre.
Replié au Maroc, il est mis en congé d’Armistice le 18 novembre 1940 ; il rejoint alors la France et est démobilisé en 1942. Il reprend du service à la Libération pour servir jusqu’en mars 1960, date à laquelle il prend sa retraite. Pendant cette période, il est successivement affecté sur les bases aériennes de Lyon-Bron, de Tours, Reims, Orange ; après avoir occupé divers postes de responsabilité, il dirige en 1958 le centre de contrôle et de détection (CDC) de Lyon.

## Distinctions
- Chevalier de la Légion d'honneur
- Croix de guerre 1939–1945 avec six palmes